# Tři přání (Loewe)
Tři přání (Die drei Wünsche) Op.42, je opera Carla Loewa z roku 1834 na libreto Ernsta Raupacha. Komická zpěvohra na námět orientální pohádky.

## Osoby
- Bathmendi, derviš
- Muley, bohatý kupec
- Aischra, jeho žena
- Suleima, jejich dcera
- Zadig, chudý kupec
- Fatme, jeho žena
- Hassan, jejich syn

## Seznam scén

### První jednání
1. předehra
2. kvartet a sbor: Als wir noch jung waren
3. sextet: Allah sei mit diesem Ort
4. romance: Liebe, Liebe deine Schmerzen
5. duet: Oh weh! Was ist gescheh'n?
6. kvartet: Drei Wünsche
7. finále: Man braucht sich nicht zu quälen

### Druhé jednání
1. Sbor: Welch ein Wunder ist geschehen
2. tercet: Hilf mir weinen, Mann, hilf weinen
3. duet: Nur Aufgepaßt
4. árie: Ha! Welche Angst
5. duet: Hassan, Hassan
6. árie: Ihr Toren wollt das Glück euch wählen
7. sbor: Die Sonne glüht wie ein Feuerbrand
8. sbor a balet: Wer in die Dornen greift
9. finále: O, du verwünschte Derwischbrut

### Třetí jednání
1. recitativ a kavatina: Philosophie oder Liebe
2. duet: Leb wohl! Leb wohl! Du weiser Mann
3. kvartet: Nun, Zadig, Zadig, hasche mich
4. arioso: Wer möchte noch einmal
5. duet: Du kannst für dich den Sohn ja bitten
6. árie: Helft! Helft! Hört niemand mein Geschrei
7. scéna: Was ist denn das für ein Geschrei
8. scéna: So dummen Wicht ich nimmer sah
9. finále: Es ist gar nicht schwer

## Nahrávky
- V hlavních rolích: Jonas Kaufmann, Franz Hawlata, Florian Prey, Hermine May, Frank Wörner, Regina Klepper a další, Symfonický orchestr Jihozápadoněmeckého rozhlasu (SWR Symphonieorchester) řídí Peter Falk, spoluúčinkuje sbor Stuttgarter Choristen se sbormistrem Ulrichem Eistertem. Nahrávka Capriccio, 1998.[1]
  - další vydání: Hong Kong : Naxos Digital Services Ltd., 2009